# Onthophagus murasakianus
Onthophagus murasakianus là một loài bọ cánh cứng trong họ Bọ hung (Scarabaeidae).